# Потанино (Шекснинский район)
Потанино — деревня в Шекснинском районе Вологодской области.
Входит в состав сельского поселения Ершовского, с точки зрения административно-территориального деления — в Ершовский сельсовет.
Расстояние по автодороге до районного центра Шексны — 26 км, до центра муниципального образования Ершово — 1 км. Ближайшие населённые пункты — Ершово, Алексеево, Горка, Воркопь, Погорелка, Поддубье.
По переписи 2002 года население — 17 человек.